# Jackie Tyler
Jackie Tyler, née « Jacqueline Prentis » est un personnage fictif de la série Doctor Who. Elle est la mère de Rose Tyler, la compagne du neuvième puis du dixième Docteur. Veuve, elle est sans emploi. Elle vit à Londres, de nos jours.

## Histoire du personnage

### Saison 1 (2005)
L'épisode Fêtes des pères commence par Jackie racontant à sa fille la mort de son père. Plus tard, elle apparaît dans sa version de 1987 accompagnée de Rose encore bébé. Attaquée par des Reapers comme les autres invités du mariage, elle se réfugiera dans l'église et verra son époux se jeter sous une voiture pour sauver l'univers du paradoxe créé par Rose elle-même. À la fin de l'épisode, l'histoire que raconte Jackie est différente : Peter se serait jeté sous une voiture, sans explication et une jeune fille blonde serait restée à ses côtés jusqu'à ce qu'il meure.

### L'Invasion de Noël(Noël 2005)
Dans L'Invasion de Noël, elle aide sa fille à s'occuper du Docteur, fraîchement régénéré. Pendant ce temps, la Terre est envahie par les Sycorax qui veulent le Docteur. Après avoir sauvé la Terre, le Docteur, Rose et Mickey la rejoignent sur Terre pour le dîner de Noël.

### Saison 2 (2006)
Elle apparaît quelques secondes au début de Une nouvelle Terre, disant au revoir à sa fille qui repart en voyage avec le Docteur.
On ne la revoit plus avant le double épisode : L'armée des Ombres / Adieu Rose où elle rencontre son mari, toujours en vie. Il s'agit en fait d'une autre version de son mari, vivant dans une dimension différente. Ayant chacun perdu leur moitié respective, elle accepte de partir avec lui dans l'autre univers avant que le Docteur ne referme la brèche qui s'était ouverte. Rose les suit, à contrecœur.
Ils fondent alors une nouvelle famille tous les trois, accompagnés de Mickey, et vivent bien plus heureux qu'ils ne l'étaient dans leurs familles d'origine.

### Saison 4 (2008)
Elle revient brièvement dans l'épisode La Terre volée, accompagnée de Mickey, pour sauver l'univers de la menace Dalek, bien qu'elle ne serve pas à grand-chose dans les évènements qui vont avoir lieu. Elle repart dans l'autre monde avec Rose et le Docteur-Donna (mais sans Mickey) à la fin de l'épisode.

### La Prophétie de Noël(Noël 2009 - Nouvel An 2010)
Jackie apparaît dans une courte scène à la fin de l'épisode. On est alors le 1er janvier 2005, peu avant que le Docteur ne rencontre Rose. Rose et Jackie rentrent d'une soirée à pied, et Jackie dit à sa fille qu'elle pense ne jamais retrouver quelqu'un pour elle. Elle part ensuite, laissant Rose seule.

## Caractère
Jackie Tyler évolue au fur et à mesure de ses apparitions dans les différents épisodes de Doctor Who. En effet, dans Rose, elle se montre assez irresponsable, vivant au crochet de sa fille. Ses occupations principales semblent être le shopping et son apparence. Elle apparaît comme un personnage décalé et comique. Elle tente même de séduire le Docteur.
Elle réapparaît dans l'épisode L'Humanité en Péril. Cette fois, son caractère a évolué car, à la suite d'une erreur du Docteur, Rose a disparu depuis un an. Jackie s'est donc inquiétée pour elle. Elle apparaît alors plus responsable. Dans cet épisode, elle déteste le Docteur et le dénonce même à l'armée car elle est persuadée qu'il a enlevé sa fille.
Son attitude envers le Docteur change définitivement lors de l'épisode Troisième Guerre Mondiale. Elle se rend compte que le Docteur est loin d'être néfaste. Même si elle ne le souhaite pas, elle laisse sa fille partir avec lui.

## Liste des apparitions

### Épisodes deDoctor Who
- 2005 : Rose
- 2005 : La Fin du Monde
- 2005 : L'Humanité en Péril
- 2005 : Troisième Guerre Mondiale
- 2005 : Fêtes des Pères
- 2005 : À la Croisée des Chemins

- 2005 : L'Invasion de Noël
- 2006 : Une Nouvelle Terre
- 2006 : Le Règne des Cybermen, première partie
- 2006 : Le Règne des Cybermen, deuxième partie
- 2006 : L'Armée des Ombres
- 2006 : Adieu Rose
- 2008 : La Fin du Voyage
- 2010 : La Prophétie de Noël, deuxième partie

### Romans «New Series Adventures»
- 2005 : Winner Takes All
- 2005 : Only Human
- 2005 : The Stealers of Dreams
- 2006 : The Stone Rose
- 2006 : The Feast of the Drowned

### Épisodes audio deBig Finish
- 2017 : Infamy of the Zaross